# Св. св. Петър и Павел (Костохори)
Вижте пояснителната страница за други значения на Свети апостоли Петър и Павел.
„Св. св. Петър и Павел“ (на гръцки: Αγίων Αποστόλων Πέτρου και Παύλου Κωστοχωρίου) е църква в Република Гърция, енорийски храм на берското село Костохори. Църквата е под управлението на Берската, Негушка и Камбанийска епархия.
Църквата е построена в 1745 година при управлението на митрополит Йоаким, съдейки по надписа в нея. Сходни са и надписите от „Преображение Господне“ в Костохори от същата 1745 г. и от „Свети Николай“ в Горна Лужица (Трипотамос) от 1750 година, което говори за наличие на ателие за ремонт на църкви по това време в района.
Надписът гласи:
| „ | † ΑИΑΚΗИΗΘΗ Ο ΘΗΟC ΚΑΙ ΠΑИCΕΠΤΟC ИΑΟC ΤΟИ ΑΓΗΟИ ΕИΔΟΞΟΝ ΚΑΙ ΠΑИΕΦΗΜΟΝ ΑΠΟ CΤΟΛΟИ ΠΡΟΤΟUΚΟΡΗΦΕΟU ΠΕΤΡΟ ΚΑΙ ΠΑΒΛΟ ΑΡΧΗΗΕΡΑΤΕΒΟΝΤΑC ΗΟΑΚΗΜ ΚΑΙ ΕΦΗΜΕΡΕ ΒΟИΤΑC ΑΔΑΜΗ UΕΡΕΟC KAI KOCΤΑ UΕΡΕΟC Ε ΠΗΤΡΟΠΟU ΓΗΟΡΓΗΟU ΚΑΙ CΗИΔΡΟΜΗ ΤΗC ΕΚΛΗ CΗΑC ΘΕΟΔΟΡΟC ΚΑΙ ΓΗΟΡΓΑΚΗC ΚΑΙ ΘΟΜΑC – ΕΤΟC – ΑΨΜΕ – ΜΗИΗΟΥ ΤΟΥ ΑUΓΟUCΤΟU – ΚΒ ΧΟΡΗΟИ ΚΟCΤΟΧΟΡΗ – | “ |